# 타이 랏
《타이 랏》(태국어: ไทยรัฐ →태국인의 나라)은 태국의 신문으로, 태국 국내에서 가장 널리 읽히는 일간신문이다. 방콕에서 발행되어 전국으로 보내진다. 사건 사고 소식을 센세이셔널하게 다루는 것으로 유명하다. 일간 발행부수는 100만 부 가량이고, 총 일일 독자 수는 1200만 명 가량이다.

## 같이 보기
- 데일리 뉴스 (태국 내 발행부수 2위 신문)